# Saadia Wadah
Saadia Wadah es una abogada marroquí especialmente conocida por su trabajo en defensa de los derechos de las mujeres. En la actualidad es miembro del Consejo Nacional de los Derechos Humanos y de la Asociación Marroquí de Lucha contra la Violencia hacia las Mujeres (AMVEF).  

## Trayectoria
Licenciada en derecho, inició su trayectoria profesional como abogada en Casablanca. En 1992 se sumó a la Organización Marroquí de los Derechos Humanos OMDH y participó en el Comité de coordinación del Tribunal de las mujeres árabes contra la violencia hacia las mujeres. Formó parte del Consejo del Colegio de Abogados de Casablanca de 2000 a 2003. En el 2000, presidió la asamblea marroquí contra la violencia hacia las mujeres. En el 2003 fue miembro en la oficina de la Organización marroquí de los derechos humanos, y es miembro fundadora del Foro de abogadas árabes en Baréin.  
En 2013 participó en la Conferencia convocada por la organización Karama dedicada a la lucha contra la violencia hacia las mujeres, una reunión de análisis de la situación de la violencia contra las mujeres en el mundo árabe, con motivo de la 54 sesión de la Comisión de la Condición Jurídica y Social de la Mujer de Naciones Unidas.
Especialista en la Mudawana, ha contribuido en numerosas publicaciones en temas como acoso sexual, violencia contra las mujeres y producción jurídica además de una guía jurídica sobre el estatuto personal "matrimonio-divorcio" para la Asociación Democrática de Mujeres de Marruecos. 
En 2018 cuando se aprobó en Marruecos una ley contra la violencia hacia las mujeres Wadah declaró que "la ley es un paso adelante "positivo", a pesar de sus "lagunas y fallos".

## Premios y reconocimientos
- En abril del 2017 fue homenajeada junto a la jurista Soumicha Riyaha por su activismo en la defensa de los derechos humanos.[5]